# Harbo
Harbo – miejscowość (tätort) w Szwecji, w regionie administracyjnym (län) Uppsala, w gminie Heby.
Według danych Szwedzkiego Urzędu Statystycznego liczba ludności wyniosła: 714 (31 grudnia 2015), 792 (31 grudnia 2018) i 806 (31 grudnia 2019).